# みやま公園
みやま公園（深山公園、みやまこうえん）は岡山県玉野市にある風致公園である。
指定管理者制度により、公益財団法人玉野市公園緑化協会が管理・運営している。

## 概要
標高50m - 180m、面積200haの敷地には桜やツツジ、ショウブ、アジサイ、モミジなど約15万本の植物が植栽されている。特に桜はソメイヨシノなど7種類・約7000本が植えられており、開花期には深山さくらまつりが開催される。
園内は、赤松池・中池・タイズ池など5つのため池および松林を代表とする緑豊かな自然を満喫する散策ゾーンと、ニュースポーツが楽しめるプレイゾーンに分かれている。
また、国道30号沿いには道の駅みやま公園と深山イギリス庭園が併設されている。

## 深山イギリス庭園
玉野市制60周年を記念し、英国で数々の城の庭園を手がけてきた庭園技師によって設計された本格的イギリス式庭園であり、園内は6つのガーデンルームで構成され、それぞれのテーマに基づいて約100種類・7000本の草花が植栽されている。

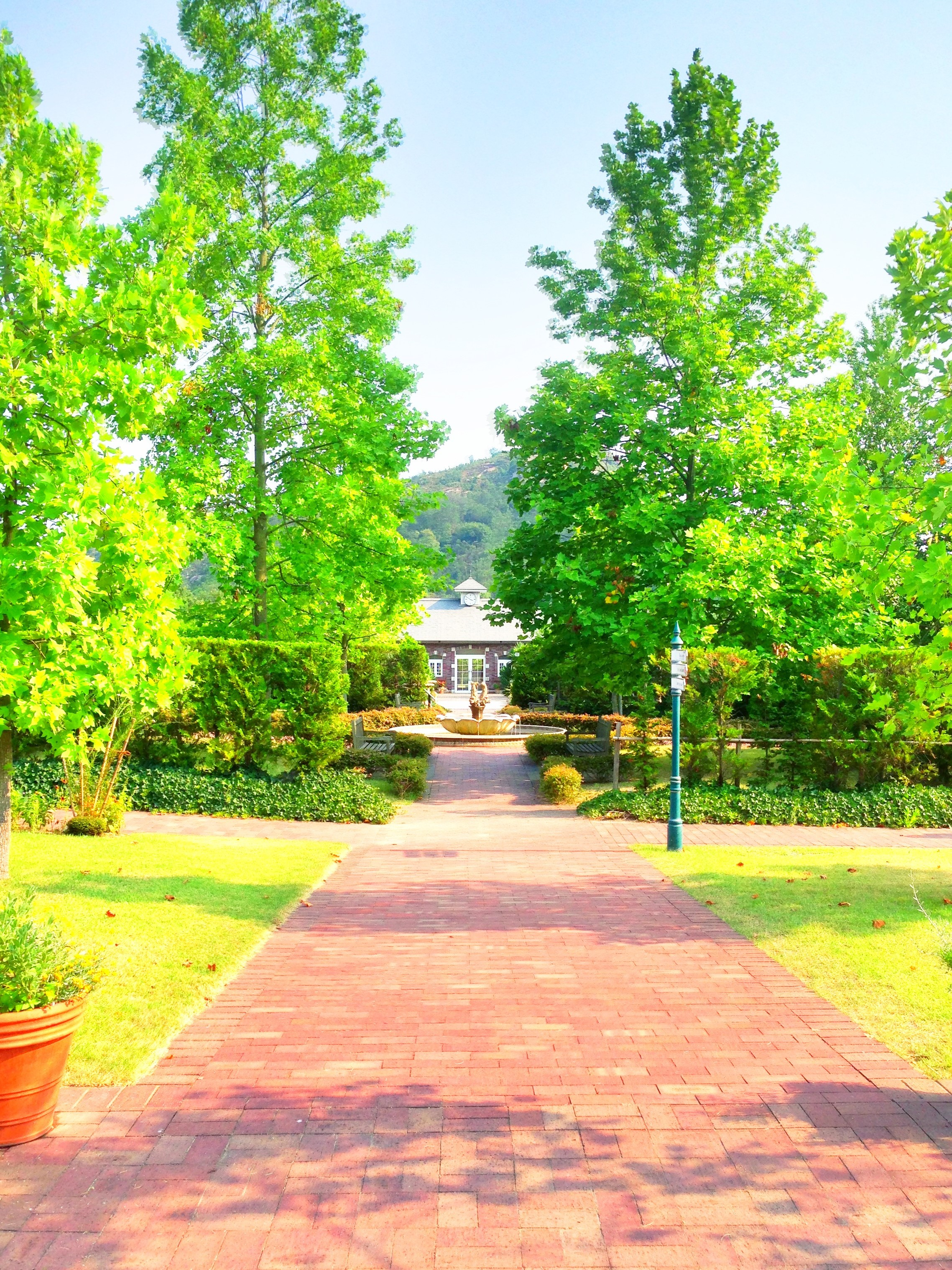
深山イギリス庭園
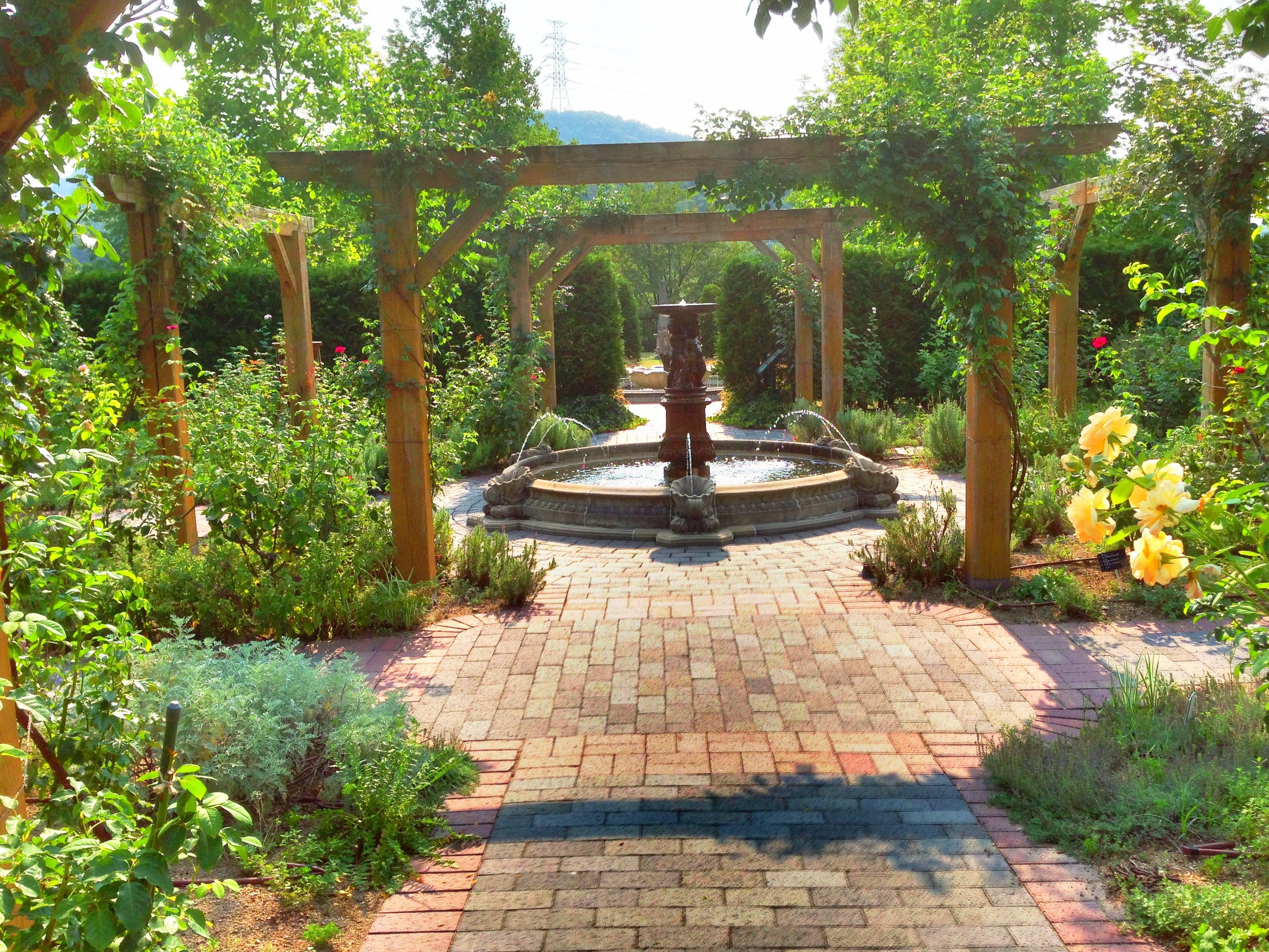
深山イギリス庭園

## 道の駅みやま公園
施設は玉野市が保有し、指定管理者制度により、有限会社みどりの館みやまが、管理・運営している。

### 施設
- 駐車場
  - 普通車：500台
  - 大型車：17台
  - 身障者用：7台
- トイレ
  - 男：大 8器・小 28器
  - 女：22器
  - 身障者用：3器
- 公衆電話：2台
- レストラン「権太茶屋」（11:00 - 17:00）
- 喫茶店「深山のカフェ食堂」（8:30 - 17:00）
- 売店直売所（8:30 - 16：00）特産品コーナー（8：30－17：00）パン工房(8:00 - 15:00)
- 自動販売機
- インフォメーションカウンター
- 休憩室
- ベビーベッド

### 休館日
- 毎週火曜日（農水産物直売所・特産品売場・パン工房・みやまのカフェ食堂）
- 毎週水曜日（レストラン・深山イギリス庭園・ドッグラン・パターゴルフ）

## アクセス

### 道路
- 国道30号 - 道の駅の登録路線
- 岡山県道22号倉敷玉野線
- 岡山県道74号倉敷飽浦線

自動車
- 瀬戸中央自動車道・水島ICより岡山県道21号岡山児島線、岡山県道22号倉敷玉野線、国道30号を経由。

交通機関
- JR宇野線・備前田井駅下車徒歩20分。
- 両備バス「30号経由玉野市役所前行き」深山公園入口下車
- 両備バス「渋川行き（宇野駅経由）」深山公園入口下車

## 周辺
- 王子が岳
- 出崎海岸
- 渋川海岸
- 玉野市立海洋博物館

### Web資料
“道の駅みやま公園”.   公益社団法人 玉野市観光協会. 2023年2月19日時点のオリジナルよりアーカイブ。2023年2月19日閲覧。
“みやま公園”.   玉野市. 2023年2月19日時点のオリジナルよりアーカイブ。2023年2月19日閲覧。
“道の駅みやま公園”.   公益社団法人 岡山県観光連盟. 2023年2月19日時点のオリジナルよりアーカイブ。2023年2月19日閲覧。
“道の駅みやま公園”.   公益社団法人 岡山県観光連盟. 2023年2月19日時点のオリジナルよりアーカイブ。2023年2月19日閲覧。
“指定管理者制度（玉野市ホームページ）” (PDF).   玉野市 (2022年12月22日). 2023年2月19日時点のオリジナルよりアーカイブ。2023年2月19日閲覧。
“みやま公園”.   道の駅 みやま公園. 2022年12月6日時点のオリジナルよりアーカイブ。2023年2月19日閲覧。
“散策ができる施設・エリア（道の駅みやま公園）”.   道の駅みやま公園. 2023年2月19日閲覧。
“深山イギリス庭園（玉野市ホームページ）” (PDF).   玉野市. 2023年2月19日閲覧。